# Почаївська ікона Божої Матері
Почаївська Ікона Божої Матері — чудотворна ікона Божої Матері, одна з найшанованіших православною церквою. Шанується також римо-католицькою і греко-католицькою церквами. Зберігається в Почаївській Лаврі (Почаїв, Кременецького району, Тернопільської області).

## Опис
Ікона написана олійними фарбами у строго візантійському стилі на простій дошці з липи, підбитій знизу (щоб не гнулась) двома дубовими перекладинами. Відображає матір Божу в пояс з Богодитиною на правій руці. Зверху на іконі монограма — «Марія Діва»; з правого боку Спасителя — монограма «Ісус Христос». Також на іконі на клеймах зображені святі: пророк Ілія, мученик Міна, першомученик Стефан, преподобний Авраамій. Знизу — святі жінки: Параскева, Катерина, Ірина-діва.
На списках ікони часто внизу ікони зображується відбиток стопи на скелі, оповитій хмарами — як пам'ять про переказ про явлення Божої Матері на горі Почаївській, де залишився слід її ноги.
Інколи Марію і Ісуса зображають у «первинному» вигляді, тобто без корон; або ж корона присутня лише у Пресвятої Діви.
Дуже рідко зустрічаються списки Богоматері Почаївської — «ліворучиці».
1866 року для чудотворної ікони виготовлена риза з двох фунтів чистого 82-ї проби золота і 20 золотників. Для прикрас використано дорогоцінне каміння.

## Історія

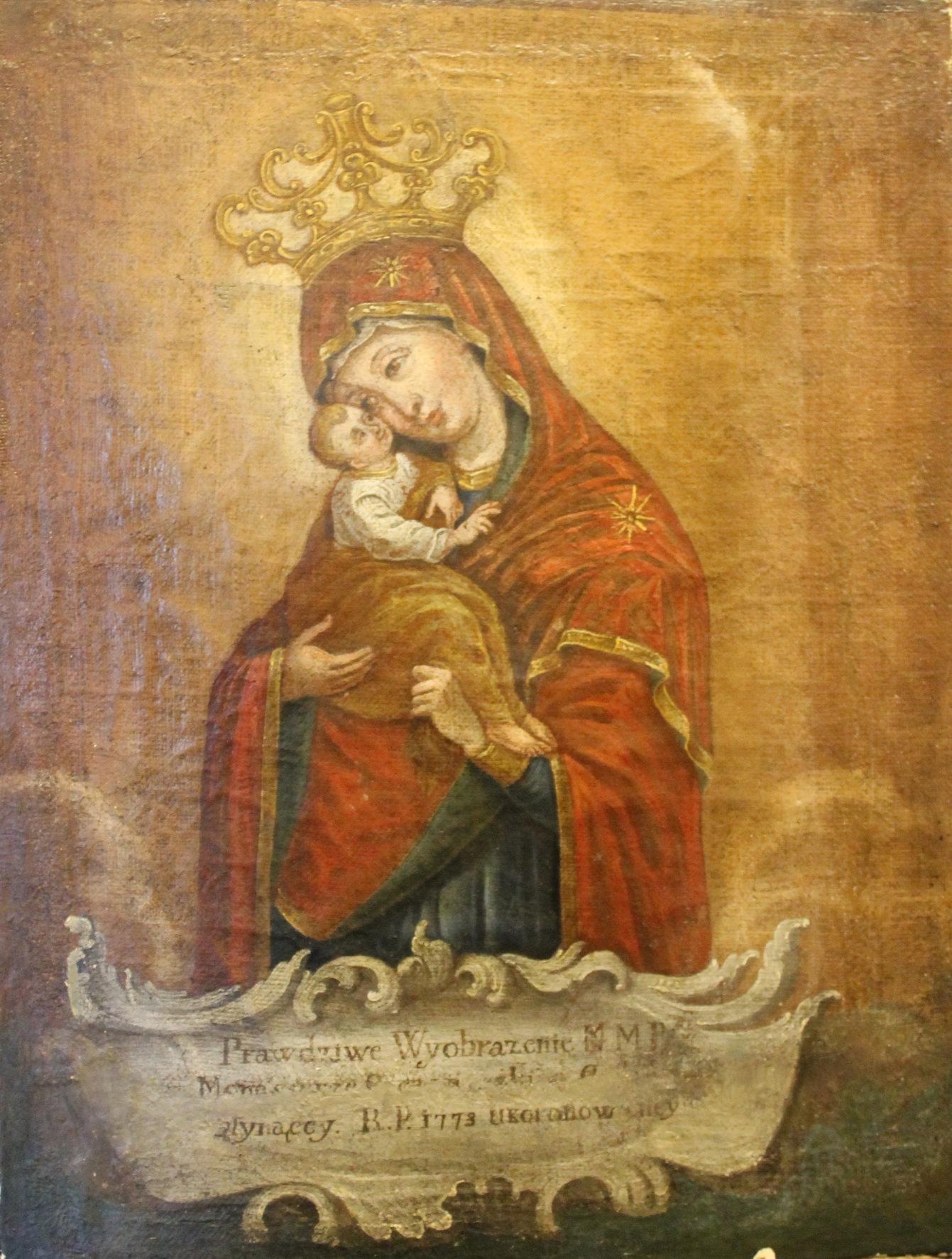
Католицька ікона Почаївської Божої Матері. Друга половина XVIII ст. З колекції Музею української домашньої ікони в «Замку Радомисль»

Походження ікони не з'ясоване. Ікона написана давнім візантійським письмом, відтак могла бути створена або у Візантії, або в Болгарії.
1597 року монастирю її подарувала заможна вдова луцького земського судді Анна Гойська, що володіла Почаєвом у другій половині XVI століття. Вважається, що 1559 року цю ікону Анні подарував грецький митрополит Неофіт (згодом — константинопольський патріарх) на знак вдячності за сердечний прийом у Почаєві, через який він проїздив, повертаючись із Московії. Відтоді образ став святинею дому Гойської.
Між періодами життя постатей, зображених на іконі, відстань у кілька сотень років. На цій підставі вчені вважають, що оригінал міг бути сімейною іконою митрополита Неофіта, його родовою реліквією.
Переказ повідомляє, що благочестива Анна просила Пресвяту Діву про зцілення сліпого від народження брата Пилипа, сталося диво — він прозрів. Після такого чуда Гойська з хресним ходом переносить її на Почаївську гору для загального поклоніння, щедро наділяє монастир луками, родючими землями.

Гравюра 1780 р. Теодора Стрільбицького

Однак 1623 р. небіж[джерело?] (за іншими даними — онук[джерело?]) А. Гойської, каштелян белзький Анджей Фірлей (пізніше — сандомирський воєвода, учасник облоги Збаража), за віросповіданням — кальвініст, порушив її заповіт, забравши ікону з монастиря. Проте 1644 року повернув її назад — якщо вірити переказові, за порадою ігумена Іова Заліза (1551–1651), аби врятувати свою дружину від психічного розладу. Насправді ігумен просто склав скаргу до Коронного трибуналу в Любліні (Люблінського трибуналу), котрий по роках судової тяганини 1643 року виніс вирок на користь преподобного Іова і зобов'язав каштеляна повернути ікону.
«Богоматері Почаївській» приписують захист монастиря від татарського нападу, який стався на початку серпня 1675 р. Річ у тому, що монастир був погано укріплений, але попри те напад вдалося відбити.
З 1713 по 1832 рр. Почаївський монастир належав українському греко-католицькому ордену василіян. За цей період монастирські хроніки залишили записи про 539 випадків зцілення, приписуваних іконі Пресвятої Богородиці Почаївської. 1773 року Папа римський Климент XIV на прохання канівського старости, Миколи Василя Потоцького (який, до речі перейшов з римо-католицького обряду на греко-католицький, симпатизував українському козацтву, надав значні кошти для перебудови Почаївського монастиря) прислав для ікони дві корони з чистого золота: одну для Діви Марії, іншу для маленького Ісуса. Обряд коронування провів луцький греко-католицький єпископ Сильвестр Рудницький. Оригінал ікони зник у 1830 році, коли її хотіли забрати до Москви (отці василіани сховали її в невідомому місці).
З того часу більшість списків (копій) цієї ікони, як православних, так і католицьких, пишуться з коронами.
28 січня 2014 року, під час Революції гідності архієреї та ченці Української Православної Церкви разом з Почаївською та іншими чудотворними іконами Божої Матері облетіли за 7 годин Україну з молитвою про мир в Україні.
Образ Почаївської Божої Матері, яка вважається небесною покровителькою Волині, був дуже популярний по всій Україні. Її залюбки зображали на сімейних іконостасах від Полтавщини до Прикарпаття. Шанується ця ікона в країнах, де православ'я є домінуючою конфесією — у Росії, Сербії, Болгарії та ін.
Деякі дослідники стверджують, що наявна в Успенському соборі ікона не є власне оригінальною (при покиданні стін обителі з собою взяли монахи-василіяни), дарована якимсь з російських царів, як і теперішній іконостас.
В червні 2023 року, музейниками з м. Нововолинська на горищі волинського храму було знайдено унікальну 300-річну ікону Почаївської Божої Матері. Повідомляється, що пам’ятка іконописного мистецтва була створена у XXVIII ст., тому її вік становить приблизно 300 років. Однак, крім стародавності, під зображенням ікони Почаївської Божої Матері, може бути й інша ікона, яка написана у XXVII ст.. Релігійна громада передала пам’ятку в історичний музей м. Нововолинська, де на неї чекають комплексні дослідження.
До ікони Божої Матері Почаївської звертаються за зціленням від сліпоти, застарілих хвороб, також за визволенням полонених.
Дні вшанування ікони у східних християн — 23 липня і 8 вересня, а в римо-католиків — 30 березня.

## Ікона на поштових марках
19 червня 2023 року, Державне підприємство «Укрпошта» видало поштову марку, присвячену 250-річчю коронації Почаївської чудотворної ікони Божої Матері, яка відбулася у Почаївському василіанському монастирі у вересні 1773 року. На ній представлено зображення з чудотворної ікони на тлі малюнка Почаївського храму і монастиря з історичної гравюри Федора Стрельбицького. Внизу, під зображенням Пресвятої Богородиці, міститься герб Чину святого Василія Великого, праворуч від нього — абревіатура УГКЦ, а ліворуч - роки процвітання Почаївського монастиря, який був духовним центром Василіанського чину. Композиція обрамлена квітковим орнаментом, який вказує на історичну епоху події. Також на марці розміщено напис "250-ліття коронації Почаївської Богородиці", а в правому верхньому кутку — Тризуб, малий Державний Герб України. Композиція обрамлена квітковим орнаментом, який вказує на історичну епоху події.